# José Mário Angonese
José Mário Scalon Angonese (ur. 1 czerwca 1960 w Unistalda) – brazylijski duchowny katolicki, w latach 2017–2024 biskup Uruguaiany,  arcybiskup metropolita Cascavel od 2024.

## Życiorys
Święcenia kapłańskie przyjął 16 grudnia 1989 i został inkardynowany do diecezji Santa Maria. Przez kilkanaście lat pracował w niższym seminarium, zaś w latach 1999-2001 był jego rektorem. W kolejnych latach był proboszczem w Nova Palma i w Santa Maria, a w latach 2011-2013 kierował także wyższym seminarium.
20 lutego 2013 papież Benedykt XVI mianował go biskupem pomocniczym archidiecezji Kurytyba oraz biskupem tytularnym Giufi. Sakry udzielił mu 28 kwietnia 2013 arcybiskup metropolita Kurytyby Moacyr José Vitti.
31 maja 2017 papież Franciszek mianował go biskupem diecezji Uruguaiana.
2 maja 2024 papież Franciszek mianował go arcybiskupem metropolitą Cascavel.